# Ґаверкув
Ґаверкув (пол. Gawerków) — село в Польщі, у гміні Желехлінек Томашовського повіту Лодзинського воєводства.
Населення — 22 особи (2011).
У 1975-1998 роках село належало до Пйотрковського воєводства.

## Демографія
Демографічна структура станом на 31 березня 2011 року:
|          | Загалом | Допрацездатний вік | Працездатний вік | Постпрацездатний вік |
| -------- | ------- | ------------------ | ---------------- | -------------------- |
| Чоловіки | 10      | 1                  | 5                | 4                    |
| Жінки    | 12      | 4                  | 4                | 4                    |
| Разом    | 22      | 5                  | 9                | 8                    |